# Kamil Wójciak
Kamil Wójciak (ur. 15 listopada 1985) – polski koszykarz występujący na pozycji środkowego, obecnie zawodnik MKS-u II Dąbrowy Górniczej.

## Osiągnięcia
Stan na 24 kwietnia 2022.

### Indywidualne
- Zaliczony do I składu grupy C II ligi (2019)[1]

### Reprezentacja
- Uczestnik mistrzostw Europy U–18 (2002 – 8. miejsce)[2]